# Noémie Halioua
Noémie Halioua, née en 1990 à Rosny-sous-bois, est une journaliste, essayiste et chroniqueuse française.

## Biographie
Elle est née en 1991 à Rosny-sous-bois et grandit à Sarcelles dans une famille juive séfarade originaire de Meknès[réf. nécessaire] (Maroc),.

## Carrière
En 2017, elle mène l’enquête sur le meurtre de Sarah Halimi, une sexagénaire juive assassinée par son voisin, pour prouver le caractère antisémite du meurtre. Elle publie un ouvrage consacré à l’enquête. Le caractère antisémite est finalement reconnu par la justice.
Reporter en Israël pendant trois années pour la chaîne i24News, elle couvre « quatre élections, la crise du coronavirus, la campagne de vaccination, l’opération Gardien du Mur ». À son retour à Paris, elle est nommée rédactrice en chef du bureau parisien de la chaîne.
En 2022, elle publie Les uns contre les autres, Sarcelles du vivre-ensemble au vivre-séparé, une « enquête sur le délitement du modèle républicain à travers l’exemple de Sarcelles où elle a grandi. ». L’ouvrage lui vaut d’être critiquée par le responsable local de la communauté juive, qu'elle attaque en justice.
Après le 7 octobre 2023, elle retourne enquêter sur place pour la chaîne i24news et couvre les débuts de la guerre entre Israël et le Hamas et le Hezbollah.
En 2024, elle publie un essai intitulé La Terreur jusque sous nos draps, sauver l'amour des nouvelles morales, aux éditions Plon, dans lequel elle défend une conception "romantique" de l'amour. À cette occasion, elle est invitée dans l’émission d’Alain Finkielkraut, Répliques, sur France Culture, où elle débat vigoureusement avec la féministe Victoire Tuaillon.
Elle publie régulièrement des billets d'humeur sur le Figarovox, des critiques littéraires dans la Revue des deux mondes et intervient sur LCI, Arte et Cnews.

### Résumé de carrière
- 2016-2018 : responsable du service culture à Actualité juive.
- 2018-2022 : journaliste reporter de terrain pour la chaîne i24News.
- 2022-2023 : rédactrice en chef du bureau parisien de i24news.
- 2023-2024: rédactrice en chef du service international du média en ligne Factuel.

### Prises de position
- Elle appelle à défendre la laïcité dans une lettre ouverte adressée à Emmanuel Macron[13]
- Membre du comité de soutien à Boualem Sansal constitué en 2024 pour appeler à sa libération[14].

## Publications
- L'Affaire Sarah Halimi, éditions du Cerf, 2018, 140 p.  (ISBN 978-2-204-12758-5)
- Le nouvel antisémitisme en France : Retour sur l'Affaire Sarah Halimi[15], ouvrage collectif: Georges Bensoussan, Boualem Sansal, Pascal Bruckner, Daniel Sibony, Luc Ferry, Jacques Tarnero,Noémie Halioua, Philippe Val, Barbara Lefèvre, Caroline Valentin, Éric Marty, Monette Vacquin, Lina Murr Nehmé, Jean-Pierre Winter, Michel Gad Wolkowicz (préf. Élisabeth de Fontenay), Albin Michel, 25 avril 2018.
- L’Affaire Sarah Halimi ou l’éradication du Sujet : Le Symbolique et le Sujet en question(s) : une Affaire française, ouvrage collectif: Boualem Sansal, Georges Bensoussan, Jean-Pierre Winter, Gilles-William Goldnadel, Daniel Sibony, Elie Chouraqui, Jacques Tarnero, Noémie Halioua, Richard Prasquier, Sarah Cattan, Monette Vacquin, Thibault Moreau, Yves Mamou, Claude Birman, Steve Suissa, Daniel Dayan, Jacques Amar, Sous la direction de Michel Gad Wolkowicz, David Reinharc Éditions, 2022  (ISBN 978-2493575067).
- Les uns contre les autres, Sarcelles du vivre ensemble au vivre séparé, éditions du Cerf, 2022, 208 p  (ISBN-10. 2204129933).
- « La haine des juifs est désormais corrélée à la haine de la France », revue Humanisme, 2023, p. 25 à 28.
- La Terreur jusque sous nos draps, sauver l’amour des nouvelles morales, Plon, 2024, 256 p. (ISBN-10. 2259317243).